# Loxaspilates triumbrata
Loxaspilates triumbrata là một loài bướm đêm trong họ Geometridae.